# ジョン・デイビス (マサチューセッツ州知事)
ジョン・デイビス（英: John Davis、1787年1月13日 - 1854年4月19日）は、アメリカ合衆国マサチューセッツ州出身の弁護士、実業家、政治家である。アメリカ合衆国下院議員および上院議員、さらにマサチューセッツ州知事を不連続ながら3期務め、公職は都合25年間務めた。その性格の高潔さ故に「正直者のジョン」と呼ばれた。
デイビスはマサチューセッツ州ノースボロ町で生まれ、イェール・カレッジで学んだ後にウースターで法律を学び、法律実務を始めて成功した。国民共和党員（後にホイッグ党員）としてアメリカ合衆国下院議員を10年間（1824年-1834年）務め、保護関税法を支持した。1833年に3人で争ったマサチューセッツ州知事選挙では州議会の決選投票で当選した。知事を2期足らず務めてからアメリカ合衆国上院議員をほぼ1期務めたが、再度州知事に選ばれた1841年に上院議員を辞任した。
州知事の2期目は特に成果を残せなかったが、様々な問題についてホイッグ党の仲間であるダニエル・ウェブスターと決裂し、1843年の州知事選挙では民主党のマーカス・モートンに敗れた。1845年に再度アメリカ合衆国上院議員に選出され、1851年まで務めた。米墨戦争には反対し、新しい準州で奴隷制度拡大を防止するために動いたが、強硬派ではなく、1850年妥協の条項の大半には賛成票を投じた。1853年に公職を退き、翌年死亡した。

## 初期の経歴
ジョン・デイビスはマサチューセッツ州ノースボロ町で生まれた。父は助祭のアイザック・デイビス、母はアンナ（旧姓ブリガム）だった。地元の学校からレスター・アカデミーに進学し、さらにイェール・カレッジに入学した。カレッジを1812年に卒業し、ウースターの弁護士フランシス・ブレイクの所で法律を勉強し、3年後に法廷弁護士の資格を得た。

## 弁護士と下院議員
デイビスはまずスペンサー町で法律実務を行ったが、間もなくウースターに戻り、最終的にブレイクの事業を引き継いだ。短期間だがリーヴァイ・リンカーン・ジュニアと共同事業を行っていたが、リンカーンが1824年にマサチューセッツ州最高司法裁判所判事に指名された。デイビスはやはり1824年に政界に入り、アメリカ合衆国下院議員に当選した。アメリカ合衆国議会の第19会期（1825年）から第23会期（1833年）まで下院議員を務めた。1824年アメリカ合衆国大統領選挙ではジョン・クインシー・アダムズを支持して当選させ、保守的な財政政策を好んだ。マサチューセッツ州、さらにはウースターが次第に工業化されていくに従い、保護関税法を好んだ。1828年関税法を支持するその演説は、印刷されて広く読まれた。アンドリュー・ジャクソン大統領の政策に反対し、ヘンリー・クレイと政治的同盟を結んだが、1833年にクレイが提唱した妥協的関税には反対した。

## 州知事と上院議員
1833年、デイビスは国民共和党の指導者達からマサチューセッツ州知事選挙に出馬することを勧められた。対抗馬は反メイソン党の候補者である元アメリカ合衆国大統領のジョン・クインシー・アダムズと、民主党の推薦するマーカス・モートンだった。デイビスを支持する政治会派は繊維業界、アボット・ローレンスが指導する国民共和党の1派閥（後にホイッグ党となった）、さらに現職知事のリーヴァイ・リンカーン・ジュニアだった。投票の結果、デイビスは最大票を獲得したが、必要とされる過半数には達しなかった。その結果、州議会が当選者を決めることとなり、アダムズがモートンよりもデイビスを選んで撤退したときに、デイビスが当選した。議会はホイッグ党が支配しており、反メイソンであるアダムズの動きには何の報償も無く、両党が協調的な関係を築くような機会も無かった。デイビスは1834年にも再選されたが、これはジャクソン大統領の第二合衆国銀行に対する攻撃をマサチューセッツ州では概して嫌っていたことに助けられた。この知事としての2期の間、デイビスは特に指導性を発揮することもなく、リンカーンの企業寄りである財政・経済政策を継続した。州は経済的に成長し、交通インフラと工業の拡張を続けた。
1835年で任期が切れるアメリカ合衆国上院議員ナサニエル・シルスビーが再選を求めて出馬しないことを決めた。1834年12月ホイッグ党指導者のダニエル・ウェブスターからデービスに、シルスビーの後任について打診があった。これはその議席に意欲を見せていたアダムズに対抗する意味合いがあった。ウェブスターの考えでは、強い候補者であるデイビスならば、州議会での上院議員選挙でアダムズを破ることができ、空いた州知事の座にはエドワード・エヴァレットを据えることができるチャンスがあるとしていた。ウェブスターは昔からアダムズとライバル関係にあり、アダムズはこの時も反メイソン党で立っていた。州議会の下院と上院はこの2つの選択について手詰まり状態になっていたが、アダムズがジャクソンの外交政策を支持する演説を議会で行ったことが警鐘となり、多くの上院議員がデイビスに乗り換えることになった。手詰まりが解消されたのは1835年2月になってからであり、州知事に再選されていたデイビスが、上院議員に就任するために知事を辞任した。次の選挙でエヴァレットが州知事に当選した。アダムズの息子であるチャールズ・フランシスは、ウェブスターとエヴァレットがその目的を達成するために陰謀を図ったと考えたが、その考えを支持する証拠はない。ウェブスターはウェブスターで、デイビスを支持しておけば、その見返りに、ウェブスターが大統領選挙に出馬した場合に、ホイッグ党のデイビス派からの支持を得られるという読みがあった。

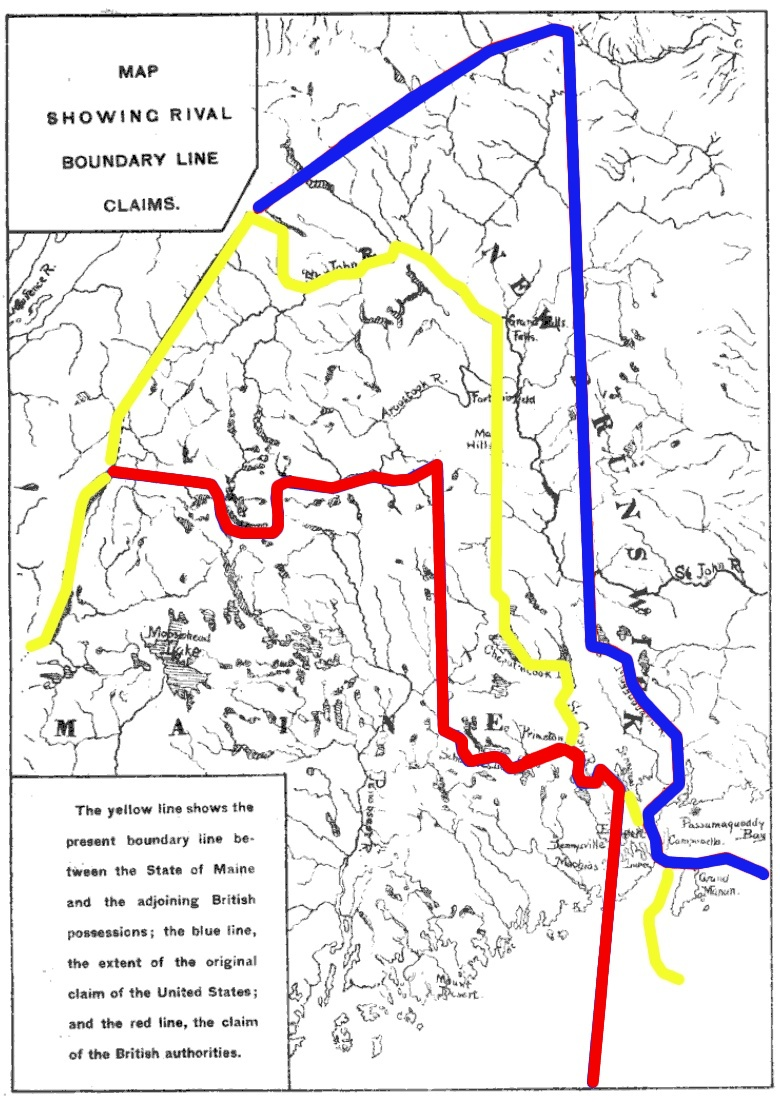
カナダ（当時イギリス領）との北東部国境論争を表す地図。イギリスの主張は赤の線、アメリカは青の線、決着したのが黄色の線だった

デイビスの上院議員としての任期は、北東部国境紛争で強硬路線を採ったこと以外に特筆すべきことはない。このイギリスとの紛争は、メイン州とイギリス領ニューブランズウィック（現在のカナダ、ニューブランズウィック州）との国境に関するものであり、1794年に結ばれたジェイ条約でも一部しか解決されていなかった。1830年代、両国が論争のあった地域に開発の手を伸ばしたので、ささいな紛争に進み、1839年には戦争に発展する可能性もあった。1820年までメイン州を包含していたマサチューセッツ州は、論争のある土地の幾らかでまだ利権を保持していた。デイビスはこの件で強硬姿勢を採り、アメリカ合衆国はその権利を主張する領土の幾らかなりとも譲歩すべきではないと主張した。
1836年、デイビスは、北部州の反奴隷制度組織から南部の奴隷州に送られた奴隷制度廃止運動の扇動的文書とされるものの洪水に対応する方法を検討するために結成された特務委員会の委員になった。その委員会ではデイビスが唯一北部州選出の議員であり、いかなる法制化にも反対したので、委員会は合意を得られなかった。ジョン・カルフーンがそのような文書を送った者を罰する法を提案したとき、デイビスは公然とそれに反対し、それは奴隷制度に反対しようとする人々に言論統制することなので、事実上違憲だと指摘した。この法案はアメリカ合衆国郵便公社の管理的な行動で事実上空論のものにされた。
デイビスが上院議員である間の1837年に、アメリカ合衆国最高裁判所で審査された「チャールズ川橋対ウォーレン橋事件」で被告の弁護に立った。原告は、ボストンとチャールズタウンとの間に1786年に建設された有料橋、チャールズ川橋の所有者であり、被告は州が1828年に認証を発行した競合する橋の所有者だった。原告は、自分たちの認証で州が川を渡すための排他的な支配権を認めていたのであり、被告に対する認証がそれに抵触するものだと主張した。デイビスと共同弁護人のサイモン・グリーンリーフは、チャールズ川橋に認められた権利は狭く解釈せねばならず、州が排他的権利を認めたのではないと論じた。裁判所の判断は被告有利となり、長官のロジャー・トーニーの採決は被告の言い分を通していた。チャールズ川橋の認証は、デイビスが次に州知事を務めていた1841年に州が取得することになった。
デイビスはその政歴の初期にはダニエル・ウェブスターと良好な関係にあった。ウェブスターは州でも国政でも政党政治に高度の影響力があり、デイビスはウェブスターの支持を求めていた。しかし1830年代後半、デイビスと他のマサチューセッツ州ホイッグ党員（特にアボット・ローレンス）は、ウェブスターが全国的に幅広い支持を得ていないと考えるようになった。1836年ホイッグ党党員集会でウェブスターがあまり支持されず、ヘンリー・クレイやウィリアム・ハリソンには対抗できなかった。このためにウェブスターとデイビスの間に亀裂が生じ、1838年には西部の土地に関する政策で対立したときにその亀裂が深まった。1842年、特に北東部国境の問題を解決したイギリスとのウェブスター＝アッシュバートン条約で、ウェブスターが交渉に成功したことを祝う演説で、ローレンスを厳しく批判したときに、両者の間の亀裂は永遠のものになった。

## 再度の州知事と上院議員

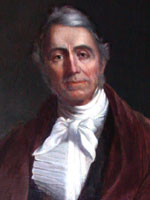
マーカス・モートン、州知事選挙でデイビスの対抗馬になった

マーカス・モートンが1839年の州知事選挙で当選してから間もなく、ホイッグ党の指導層がデイビスを再度州知事選挙に出馬させる方向に纏まった。1840年の州知事選挙では、アメリカ合衆国大統領選挙で当選したウィリアム・ハリソンの尻馬に乗り、デイビスが大勝して州知事に就任した。ハリソンが就任から間もない4月に死亡した後、民主党が復活してその年の選挙ではデイビスを攻撃した。デイビスが支持する保護関税は貧乏人に対する税を増やすと非難し、西部の土地政策に反対していることはデイビスがそれらの土地に投機していることを考えれば偽善であると批判した。1841年の選挙ではデイビスが僅差でモートンを破って再選された。この知事である期間は、最初に知事であった期間と同様に、特に新しい計画も独創的なものも無かったが、北東部国境問題でウェブスター（当時はアメリカ合衆国国務長官だった）とイギリスのアシュバートン卿との間に続いていた交渉が気がかりなものだった。デイビスとウェブスターはこの交渉について意見の食い違いがあったが、ウェブスターが最後は合意事項を受け入れるようデイビスを説得できた。この問題は2人の間の分裂を深くし、互いの対話が無くなった。
1842年、反奴隷制度を掲げる自由党が州内での存在感を増していたので、モートンもデイビスも過半数を獲得できなかった。州上院は民主党が支配しており、モートンを選んだ。この選挙でデイビスが得た票は明らかにウェブスターとの間に続いていた敵対関係の影響を受けていた。ウェブスターはデイビスのために選挙運動を行うことを拒否していた。

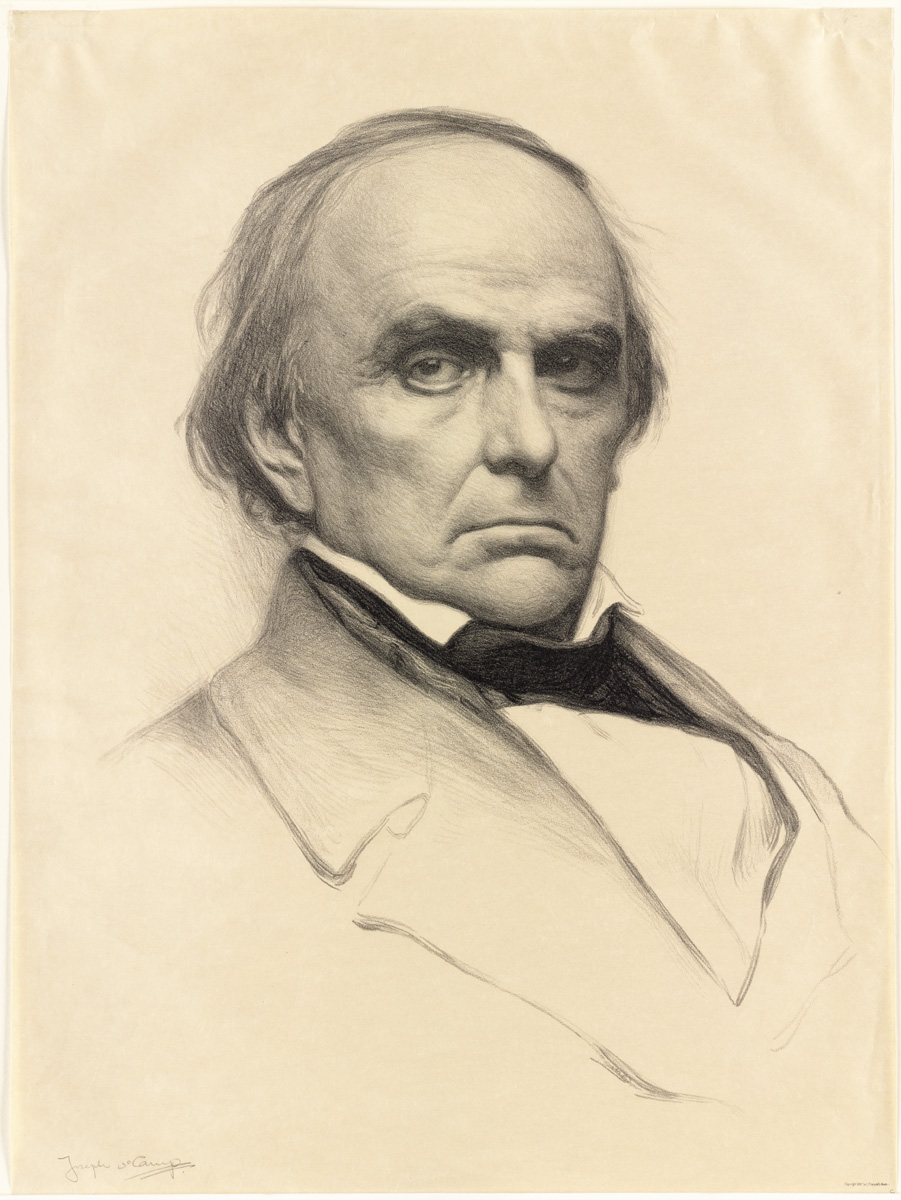
ダニエル・ウェブスター、1897年に制作された肖像画、デイビスとは敵対関係にあった

1844年ホイッグ党党員集会では、デイビスが副大統領に推薦される可能性があった。州の党員集会ではウェブスターから反対されたにも拘わらず、副大統領候補に指名されたが、ウェブスターはデイビスが全国大会で選ばれないように動いた。ウェブスターの勢力は1845年初期の選挙でウェブスターをアメリカ合衆国上院議員に選ぶことに成功していた。これはローレンスとデイビスの派からの反対を押し切ったものだった。デイビス自身は1845年遅くに、アイザック・C・ベイツ上院議員の死に伴う空席を埋めて再度上院議員に当選した。さらに1847年には6年間の任期で再選された。テキサス併合の問題について、奴隷制度を新領土に拡大するものだという根拠で反対したが、奴隷制度に関して党内を分裂させることは好まなかった。デイビスは米墨戦争に反対票を投じたことで、2人しかいなかった上院議員の1人だった。
デイビスは奴隷制度と新領土へのその拡大に反対したが、1850年妥協の条項の大半には賛成票を投じた。その中にはテキサス州の領土に関する法案も含まれており、妥協に反対するホイッグ党員には衝撃となった。米墨戦争で獲得した領土での奴隷制度を禁じる案だったウィルモット条項では常に賛成票を投じた。それは1840年代後半に度々連邦議会に挙げられたが、採択されることは無かった。ある著名な議論の場で、デイビスは軍事費配分法から米墨戦争を除外する修正案に対して投票を遅らせる手段を使った。これは議会が休会になる前に、下院と上院の間の違いを調整する時間を失くすようにすることが期待されていた。しかし、下院と上院の議場の時計が指し示した時刻が違っていたために、下院はデイビスが演説を終える前に休会となり、法案は廃案となった。サーモン・チェイスはこの出来事について、「10人のジョン・デイビスの10の政治的命が最良の方向に遣われ、この半時間の悪戯を償うことができなかった」と記していた。ジェームズ・ポーク大統領は、もしこの法案が成立せずに米墨戦争を終わらせるのが遅れるならば、デイビスは「この国を挙げての呪いに該当する」と記していた。歴史学者達は、デイビスの主張した戦略が本当に機能したのかについて、意見が分かれている。
デイビスの奴隷制度に関する弱い姿勢は、州内の奴隷制度廃止機運が1840年代に地盤を確保するに連れて、デイビスの人気を下げる要因になった。1852年の大統領選挙ではウェブスターを支持せずに、ウィンフィールド・スコットのための選挙運動を行った。1852年の選挙では上院議員の再指名を断った。その後は公職を退いた。

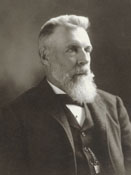
デイビスの息子、ホレス

デイビスの晩年はアメリカ古物協会との関係があり、長年その会長を務めた。デイビスは1854年4月19日にウースターで死に、ウースターの田園墓地に埋葬された。その性格が申し分のない高潔だと言う評判があったことで「正直者ジョン」と呼ばれた。

## 私的生活と事業
1844年、デイビスとその甥アイザック・デイビスがウースターの州立相互生命保険会社の共同設立者になった。この会社は国内に5つしかない会社の1つだった。デイビスはその死のときまで同社の社長を務めていた。その後は甥が後を継いだ。
デイビスは1822年にエリザ・バンクロフトと結婚した。エリザはウースターの牧師アーロン・バンクロフトの娘であり、歴史家で政治家のジョージ・バンクロフトの姉妹だった。デイビス夫妻には5人の子供が生まれており、その中には外交官になったジョン・チャンドラー・バンクロフト・デイビス、将軍になったハズブルック・デイビス、アメリカ合衆国下院議員になったホレス・デイビスがいた。またその子孫には州下院議員のゲラーディ・デイビス（1858年-1941年）、外交官のヘンリー・カボット・ロッジ・ジュニア（1902年-1985年）、マサチューセッツ州知事と海軍長官のジョン・デイヴィス・ロング（1838年-1915年）がいた。